# Pachychilidae
Pachychilidae (von pachy (griech.) = dick, und -chilus (griech.) = Lippe oder -lippig; also zu deutsch etwa Dicklippige Schnecken, sich auf den oft verdickten Mündungsrand der Schale beziehend) sind eine Familie von Süßwasser-Schnecken, mit einer weltweiten Verbreitung in den Tropen und Vertretern in Süd- und Mittelamerika, Afrika, Madagaskar und Südostasien. Als Erklärung für solche Verbreitungsmuster bietet sich die Annahme an, dass der letzte gemeinsame Vorfahre aller heute noch lebenden Pachychilidae bereits in Gondwana gelebt haben muss. Die Aufspaltung dieses Urkontinents in die Kontinente, wie wir sie heute kennen, durch die Kontinentaldrift führte dann dazu, dass dessen Nachfahren, die rezenten Pachychilidae, auf allen (oder den meisten) Bruchteilen des ehemaligen Gondwana-Kontinentes zu finden sind.
Zwar wurden die Pachychilidae von Autoren des 19. und 20. Jahrhunderts oft mit den Thiaridae oder den Pleuroceridae, einer anderen Gruppe von Süßwasserschnecken mit oberflächlich ähnlichem Aussehen verwechselt, sie sind jedoch nicht näher mit diesen verwandt. Das zeigen insbesondere moderne molekulargenetische Untersuchungen.
Auch anatomisch lassen sich Thiaridae und Pachychilidae leicht am unterschiedlichen Bau des Operculums, der Radula, der Embryonalschale und der Anatomie des Weichkörpers unterscheiden.
Bis auf eine einzige Art, den brackwasserbewohnenden Faunus ater, besiedeln alle Pachychilidae ausschließlich das Süßwasser. Die Familie umfasst sowohl eierlegende (ovipare) als auch lebendgebärende (ovovivipare und echt vivipare) Vertreter. Bei letzteren besitzen die Weibchen einen speziellen Brutbeutel, in dem sie sowohl Eier als auch die sich entwickelnden Jungtiere bis zu deren Schlupf als fertig entwickelte, kleine Schnecken zurückgehalten werden. Die Familie beinhaltet mehrere Gattungen:

## Gattungen der Pachychilidae
- Faunus de Montfort, 1810
- Pachychilus I. Lea & H. C. Lea, 1851 (Süd- und Mittelamerika, ovipar)
- Doryssa Swainson, 1840 (Süd- und Mittelamerika, ovipar)
- Potadoma Swainson, 1840 (Afrika)
- Madagasikara Köhler & Glaubrecht, 2010 synonym: Melanatria auctt.(Madagaskar)[2]
- Sulcospira Troschel, 1858 – Synonym: Adamietta Brandt, 1974 (Südostasien)[3]
- Brotia H. Adams, 1866 (Südostasien)[4]
- Paracrostoma Cossmann, 1900 (Südindien)[5]
- Pseudopotamis Martens, 1894 (Torres Strait Islands, Australien, vivipar)[6]
- Tylomelania Sarasin & Sarasin, 1897 (Sulawesi)[7]
- Jagora Köhler & Glaubrecht, 2003 (Philippinen)[8]

## Weitere Quellen
- F. Köhler, M. Glaubrecht: A systematic revision of the Southeast Asian freshwater gastropod Brotia (Cerithioidea: Pachychilidae). In: Malacologia. Band 48, 2006, S. 159–251.
- F. Köhler, T.v. Rintelen, A. Meyer, M. Glaubrecht: Multiple origin of viviparity in Southeast Asian gastropods (Cerithioidea: Pachychilidae) and its evolutionary implications. In: Evolution. Band 58, 2004, S. 2215–2226.